# ماکسیمو بانگرا
ماکسیمو بانگرا (انگلیسی: Máximo Banguera؛ زاده ۱۶ دسامبر ۱۹۸۵) یک بازیکن فوتبال اهل اکوادور است.
وی همچنین در تیم ملی فوتبال اکوادور بازی کرده‌است.